# Eleven (gravadora)
Eleven: A Music Company, também conhecida como Eleven, é uma gravadora australiana fundada em 11 de novembro de 2000 por John Watson. Atualmente faz parte do Universal Music Group, com um repertório que inclui os artistas Silverchair, Missy Higgins, Little Birdy, Kisschasy, Gotye e Paul Mac.

## ligações externas
- Website oficial da gravadora (em inglês).